# 3894 Williamcooke
3894 Williamcooke је астероид главног астероидног појаса са средњом удаљеношћу од Сунца која износи 2,624 астрономских јединица (АЈ).
Апсолутна магнитуда астероида је 12,2.